# Koji Sone
Koji Sone, né le 14 novembre 1928 à Chichibu et mort le 27 avril 1981 à Tokyo, est un judoka japonais. 
Il est sacré champion du monde de judo toutes catégories en 1958 à Tokyo puis vice-champion du monde en 1961 à Paris.